# Robert Kolar
Robert Kolar (Rijeka, 16. listopada 1969.), hrvatski je operni pjevač, bariton.

## Životopis
Završio je 1992. godine srednjoškolsko glazbeno obrazovanje (solo pjevanje) u Glazbenoj školi Ivana Matetića Ronjgova u klasi prof. Margarete Togunjac. Iste godine upisuje studij solo pjevanja na Muzičkoj akademiji u Zagrebu u klasi prof. Zdenke Žabčić-Hesky. Već od 1992. godine aktivni je član "Zagrebačkog opernog studija".

## Glazbena karijera
Debitirao je 1993. godine u Gradskom kazalištu Komedija, pjevajući Eneja u operi Didona i Enej H. Purcella. 1996. godine diplomirao je solo pjevanje na Muzičkoj Akademiji u Zagrebu u klasi prof. Zdenke Žabčić-Hesky. Usavršavao se kod primadone Dunje Vejzović. Od 1997. – 2012. solist je opere Hrvatskog narodnog kazališta Ivana pl. Zajca u Rijeci.
Izuzev kao operni pjevač djeluje i na koncertnim podijima gdje kao solist sudjeluje u izvedbama komornih djela, misa, requiema, i to od skladbi baroknih autora do skladatelja našeg stoljeća.
Kao solist nastupa i u drugim kazalištima te na koncertnim podijima u Hrvatskoj i inozemstvu: 

HNK u Zagrebu, Slovensko narodno gledališče Ljubljana, Narodno pozorište Sarajevo, HNK Split, HNK Varaždin, Varaždinske barokne večeri, Zadarski ljetni festival, Dubrovačke ljetne igre, Gradsko kazalište Komedija, Koncertna dvorana Vatroslav Lisinski, Krčko ljeto, Riječko ljeto, Histria festival, Organum Histrie... 
Kao solo bariton nastupao je s Hrvatskim baroknim ansamblom, Zborom Hrvatske radiotelevizije, Akademskim zborom "Ivan Goran Kovačić", Riječkim oratorijskim zborom "Ivan Matetić Ronjgov", ansamblom "Collegium Musicum Fluminense", Riječkim komornim orkestrom, Zagrebačkom filharmonijom, Riječkom filharmonijom, Simfonijskim orkestrom Hrvatske radiotelevizije, Ukrajinskim državnim simfonijskim orkestrom, Dubrovačkim simfonijskim orkestrom, Europskim orkestrom Medicinara... 
Tijekom svojeg umjetničkog djelovanja surađivao je sa svim eminentnim hrvatskim dirigentima, među kojima su: Nikša Bareza, Pavle Dešpalj, Vladimir Kranjčević, Saša Britvić, Vjekoslav Šutej, Nada Matošević, Ivan Repušić, Miroslav Belamarić, Zoran Juranić, Mladen Tarbuk, Dušan Prašelj, Veseljko Barešić, Ivo Lipanović, Miroslav Homen, Eddi di Naddai, Igor Švara...

Dobitnik je Specijalnog priznanja Milan Pihler koje najuspješnijim opernim pjevačima dodjeljuje HNK Ivana pl. Zajca.
Nominiran i je za nagradu Hrvatskog glumišta za ulogu Michoneta u operi F. Cilea: "Adriana Lecovreur".
Snimio je nosač zvuka s umjetnicima iz Hrvatske i Italije za "Academia Lirica Rotariana" Laboratorio Lirico Europeo iz Milana, koji je distribuiran po zemljama Europske unije. 

Snimio je dva nosača zvuka s ansamblom Vox Caelestis "Sakralna glazba riječkih skladatelja" te "Hrvatska solo popjevka" sa svojom suprugom mezzosopranisticom Kristinom Kolar.

## Uloge
- H. Purcell:

- Didona i Enei (Enei) 

- Fairy Queen 

- Rinaldo (Argante)
- A. Salieri:

- Prvo glazba zatim riječi (Pjesnik)
- G. Paisiello:

- Barbiere di Siviglia (Figaro)
- M. Belamarić:

- Priče iz bečke šume (Oskar)
- G. Puccini:

- Madame Buterfly (Scharples) 

- Tosca (crkvenjak)
- J. Strauss:

- Šišmiš (dr. Falke) 
- G. Donizetti:

- Ljubavni napitak (Belcore) 

- Lucia di Lamermoor (lord Enrico Aston)
- G. Verdi:

- Nabucco  (Nabucco) 

- La traviata (Germont)
- Ivan pl. Zajc:

- Lizinka (Vasilij) 

- Amelija (Corrado) 

- Momci na brod (Marko) 

- Zlatka (Pero) 

- Nikola Šubić Zrinjski (Pero)
- W. A. Mozart:

- Cosi fan Tutte (Guglielmo)
- G. Rossini:

- Il Signore Bruschino (Filiberto) 

- Il Barbiere di Siviglia (Figaro) 

- Turco in Italia (Poeta)
- Frano Parać:

- Judita (Vagav)
- Alfi Kabiljo:

- Casanova u Istri (dr. Valerio)
- J. Gotovac:

- Ero sa onoga svijeta (mlinar Sima)
- B. Bjelinski:

- Pčelica Maja (pauk Hanibal)
- B. Papandopulo:

- Sunčanica (Kizlar Aga)
- Francesco Cilea:

- Adriana Lecovreur (Michonnet)
- Pietro Mascagni:

- Cavelleria Rusticana (Alfio)
- R. Leoncavallo:

- Pagliacci (Silvio)
- P.I.Čajkovski:

- Evgenij Onegin (Onjegin) (NP Sarajevo)

## Koncertni repertoar
- Carl Orff:

- Carmina Burana
- Gabriel Faure:

- Requiem 

- Franz Schubert:

- G-major Messe 

- Johann Sebastian Bach:

- Caffee cantata 

- Liebster jesu mein verlangen 

- Ich habe genung 

- Matheus Passion 